# J.J.スポーン
ジョン・マイケル・スポーン・ジュニア（John Michael Spaun Jr., 1990年8月21日 - ）は、アメリカ合衆国カリフォルニア州ロサンゼルス出身のプロゴルファー。世界ランキング最高位は8位。2025年全米オープン優勝者。

## 経歴

### キャリア初期
2012年にプロ転向し、2013年にPGAツアー・カナダでプロデビュー。

### 2016年-2024年
2016年よりPGAツアーへ昇格した。
2019-20シーズンはフェデックスカップランキング185位で終え、本来であればPGAツアーから降格するはずであったが、新型コロナウイルスの影響でシーズンが短縮されたことにより降格条件が緩和され、残留となった。
2022年4月、バレロ・テキサス・オープンでPGAツアー初優勝を果たした。また、マスターズ・トーナメントへ初出場し、23位タイだった。
2024年は6月の時点でフェデックスカップランキング180位と不振で、PGAツアーから降格した場合は現役引退を検討するという旨のコメントを発表したが、シーズン後半は3つの大会で上位10位以内に入るなど復調し、残留となった。

### 2025年
2025年3月のザ・プレーヤーズ・チャンピオンシップでは54ホールを終え1打差で首位に立ったが、最終ラウンドでローリー・マキロイに並ばれ、3ホール形式のプレーオフとなった。プレーオフでは17番パー3のアイランドグリーンでトリプルボギーを記録してしまい、合計スコア+1のマキロイに敗れ優勝を逃した。この準優勝により、世界ランキングで自己最高の25位に浮上した。
6月の全米オープンでは初日に66を記録し、1打差で首位に立つ。翌日には首位から陥落したが、最終ラウンドに入る時点ではサム・バーンズに1打差の2位だった。最終ラウンドではフロントナインを40で終えたものの、最初の6ホールのうち5ホールでボギーを記録してしまい、バーンズに5打差をつけられた。しかし、悪天候による95分間の中断の後は復調し、バーンズら他選手が苦戦する中、12番、14番、17番、18番でバーディーを記録した。優勝を確実にするには2パットが必要だったが、最終ホールで64フィートのバーディーパットを沈め、ロバート・マッキンタイアに2打差をつけてメジャー選手権初優勝を果たした。この勝利により、世界ランキングで自己最高の8位に浮上した。

## 人物
5歳の頃、スケートボードに乗っていた際に自動車と衝突事故を起こしたが、軽傷だった。プロのスケートボーダーを目指していた時期もあったが、前述の事故もあり父親から反対され断念した。
幼少期からギターが趣味で、2018年の取材ではレッド・ツェッペリンの楽曲『天国への階段』が弾けると語っている。
2018年に強い倦怠感を訴え、2型糖尿病と診断された。しかし治療を続けても症状が改善されず、2021年になって医師の誤診であり、実際は1型糖尿病であることが明らかになった。
2019年に恋人のメロディー・ミーンズと結婚。2020年に長女のエマーソン、2023年に次女のバイオレットが生まれている。
カリフォルニア州サンディマスに在住していた際は、ディズニーランドの年間パスポートを5年間購入していた。2016年よりアリゾナ州スコッツデールに定住している。

## 優勝歴

### PGAツアー（2勝）
| 大会グレード       |
| メジャー選手権 (1) |
| ツアー (1)         |

| No. | 年月日        | 大会                       | 優勝スコア             | 打差  | 2位 (タイ)                            |
| --- | ------------- | -------------------------- | ---------------------- | ----- | ------------------------------------- |
| 1.  | 2022年4月3日  | バレロ・テキサス・オープン | -13（67-70-69-69=275） | 2打差 | マット・ジョーンズ マット・クッチャー |
| 2.  | 2025年6月15日 | 全米オープン               | -1（66-72-69-72=279）  | 2打差 | ロバート・マッキンタイア              |

#### PGAツアープレーオフ（0勝2敗）
| No. | 年     | 大会                                 | 対戦相手             | 内容                                                                          |
| --- | ------ | ------------------------------------ | -------------------- | ----------------------------------------------------------------------------- |
| 1.  | 2025年 | ザ・プレーヤーズ・チャンピオンシップ | ローリー・マキロイ   | 3ホールのストローク勝負で敗北。 マキロイ: +1 (4-4-5=13) スポーン: x (5-6-x=x) |
| 2.  | 2025年 | フェデックス・セントジュード選手権   | ジャスティン・ローズ | 3ホール目でバーディーを決められ敗北                                           |

### ウェブドットコムツアー（1勝）
| No. | 年月日        | 大会                           | 優勝スコア             | 打差  | 2位（タイ）    |
| --- | ------------- | ------------------------------ | ---------------------- | ----- | -------------- |
| 1.  | 2016年8月21日 | ニュース・センチネル・オープン | -26（66-62-64-66=258） | 1打差 | サム・ライダー |

#### ウェブドットコムツアープレーオフ（0勝1敗）
| No. | 年     | 大会                         | 対戦相手                                      | 内容                                                      |
| --- | ------ | ---------------------------- | --------------------------------------------- | --------------------------------------------------------- |
| 1.  | 2016年 | エア・キャピタル・クラシック | コリン・モリカワ オリー・シュナイダージャンズ | 1ホール目、シュナイダージャンズにバーディーを決められ敗北 |